# Blutige Anfänger
Blutige Anfänger ist eine deutsche Fernsehserie, die von Januar 2020 bis Dezember 2024 im ZDF ausgestrahlt wurde. Die Serie handelt von Polizeihochschülern, die zwischen Campus, Tatorten und privaten Verwicklungen agieren.
Im Juli 2020 wurde eine zweite Staffel in Auftrag gegeben. Sie wurde Ende 2021 im ZDF ausgestrahlt. Unmittelbar danach begann im Januar 2022 die Ausstrahlung der dritten Staffel. Eine vierte Staffel wurde von Oktober 2022 bis Januar 2023 im ZDF ausgestrahlt. Die fünfte Staffel wurde von Januar bis März 2024 ausgestrahlt. Die sechste und letzte Staffel wurde von September bis Dezember 2024 ausgestrahlt.

## Handlung

### Staffel 1
Die Polizeihochschüler Inka Kubicki, Ann-Christin „AC“ Heffner, Kilian Hirschfeld und Marc Abel absolvieren ihr erstes Sommersemester an der Polizeifachhochschule in Halle (Saale). Dabei werden die vier zufällig Zeugen eines Mordes und dürfen zu den Ermittlungen des Falles beitragen. Dadurch hoffen sie, ihr Praxissemester in der Mordkommission (Moko) absolvieren zu dürfen.
Während der feierlichen Bekanntgabe der Verteilung der Praxisstellen, die Inka, AC, Kilian und Marc erhalten, wird der Dekan der Polizeifachhochschule, Daniel Goldenbogen, erschlagen in seinem Büro gefunden. Schnell gerät die Polizeischülerin Leonie Ruska in Verdacht, die eine heimliche Affäre mit dem Dekan hatte. Inka, die die beste Freundin von Leonie ist, glaubt an deren Unschuld, obwohl die Tatwaffe bei Leonie im Auto gefunden wird. Daraufhin taucht Leonie unter, bis sie später bei Inka wieder Unterschlupf findet. Dort wird sie von Marc entdeckt, der somit ebenfalls in den Mordfall hineingezogen wird. Leonie glaubt, dass die Kriminalpsychologin Julia Salomon Daniel ermordet hat, und will ihr eine Falle stellen. Dabei wird sie jedoch von Sami Malouf, dem Leiter der Mordkommission, gestellt und in Untersuchungshaft gebracht.
Inkas Geheimnisse und Glauben an Leonies Unschuld belasten ihre Beziehung zu Kilian. Aus diesem Grund weiht sie ihn ein, dass Leonie bei ihr ist. Kilian will dies Sami Malouf stecken, aber dieser hat bereits Leonie verhaftet. Deshalb trennt sich Inka von ihm, und auch die Freundschaft zu Marc zerbricht, da Kilian einem Reporter brisante Informationen der Familie Abel steckt. Sami zieht Inka von dem Fall ab und überträgt ihn AC. Sie findet zusammen mit Julia heraus, dass Daniels Schwester Helene niemals in Australien angekommen ist. Außerdem war Daniel bei seinem letzten Urlaub nicht wie erzählt in Griechenland, sondern in Australien. Die Ermittlungen bringen heraus, dass Helene ebenfalls ermordet wurde und ein Fremder die Freunde Julia, Sami, Pierre und Daniel im Glauben lassen wollte, dass diese noch lebt. Dadurch wird Leonies Unschuld bewiesen, da sie zum Zeitpunkt des Mordes Daniel noch nicht kannte, und sie wird aus der Untersuchungshaft entlassen. Leonie gesteht Inka außerdem, dass sie kurz vor Daniels Tod aus Wut dessen Bremsleitung durchtrennt hat. Dies erschüttert Inka sehr und sie stellt ihre Freundschaft zu Leonie in Frage.
Nach einer durchzechten Partynacht soll AC zusammen mit Julia und Pierre Daniels Haus nach Hinweisen durchsuchen. Dabei stoßen die zwei Frauen auf einen Hinweis, dass Pierre der Mörder sein könnte. Als dieser dies mitbekommt, gesteht er Julia seine Tat. Er wollte damals seiner Frau Helene beweisen, dass in ihm mehr steckt, als sie in ihm sah. Deshalb hat er brisante Bilder an einen Bauunternehmer gesendet, der dadurch ein Grundstück erwerben konnte. Als Helene dies herausfand, konfrontierte sie ihn damit. Da Pierre seine Karriere nicht zerstören wollte, brachte er seine Frau um. Als Daniel ihm erzählte, dass er sich auf die Suche nach seiner Schwester macht und dass es ihn wundert, dass Helene damals nur ihn angerufen hat und die restlichen Freunde nicht, erschlug er ihn. Als kurze Zeit später Leonie in Daniels Büro aufkreuzte und ihn tot auf dem Boden fand, war dies für Pierre die Lösung seines Problems, und er schob den Mord der Polizeischülerin in die Schuhe. Nachdem er AC und Julia überwältigte, will Pierre mit Daniels Auto fliehen. Sami will ihn noch warnen vor den defekten Bremsen, aber Pierre rast schon auf ihn zu. Kilian rettet Sami das Leben, wird dabei jedoch überfahren und schwebt in Lebensgefahr. Pierre wird wegen Mordes an Daniel und Helene verhaftet. Es bleibt unklar, ob Kilian überleben wird.

### Staffel 2
Die Archivleiterin Ulla Nowak steckt in Schwierigkeiten. Marc bekommt mit, wie Ulla bei seinem Vater um Geld bittet, während Kilian sieht, wie Ulla und Marcs Vater Justus sich streiten. Kurze Zeit später wird die Leiche von Ulla im Archiv der Hochschule entdeckt. Schnell gerät ihre Lebensgefährtin Lysanne in Verdacht. Diese hat jedoch für die Tatzeit ein Alibi. Lysanne kann der Moko hilfreiche Hinweise geben.
So kommt das Team dahinter, dass Ulla für Justus eine falsche Aussage getätigt hat und ihn nun deswegen um Geld erpresst hat. Außerdem kommen Inka und ihr Team dahinter, dass Ulla als Prostituierte gearbeitet hat und anderen Prostituierten geholfen hat, aus diesem Beruf herauszukommen. Dafür kaufte sie gefälschte Ausweise.
Kilian kämpft um seine Beziehung mit Inka und muss sich außerdem mit seiner Vertretung Robin Lesch auseinandersetzen. Dieser hat eine Vorgeschichte mit AC und die beiden beginnen eine kurze Affäre miteinander. Inka trennt sich von Kilian, da sie bereits eine geheime Beziehung zu Lorenzo Battiato hat. Als ihre ehemalige Freundin Leonie auftaucht, die nach der Aktion mit den zerschnittenen Bremsleitungen auf Bewährung ist, und hinter die Beziehung kommt, rät sie ihr, offen dazu zu stehen. Inka möchte dies gerne umsetzen, jedoch bremst Lorenzo sie aus. Marc muss sich eingestehen, dass er sich in Julia Salomon verknallt hat. Kilian erhält Besuch von seinem Halbbruder Yannik, der als Drogendealer mit Problemen zu kämpfen hat. Er nimmt Inka, Kilian und Marc als Geisel, da er aus dem Polizeicomputer Informationen benötigt. Während der Geiselnahme rechnen die Brüder miteinander ab. Yannik gibt Kilian die Schuld an seinem Versagen und reibt ihm die Beziehung von Inka und Lorenzo unter die Nase, da er beide in flagranti erwischt hat. Kilian ist von Inkas Beziehung entsetzt und enttäuscht. Mit ACs und Lorenzos Hilfe können Kilian und Inka Yannik überwältigen. Dieser schwört seinem Bruder Rache.
Auch im Mordfall Ulla Nowak kommt die Moko weiteren Hinweisen auf die Spur. Ihre Recherchen ergeben, dass Ulla zusammen mit einem Arzt die Kinder von den Prostituierten gestohlen und verkauft hat. AC sieht eine dieser Prostituierten bei Robin. Es stellt sich heraus, dass dieser zusammen mit Daria einen Sohn hat, der von Ulla gestohlen wurde. Das Kind stellt sich als Alessio Battiato heraus, der Sohn von Lorenzos Schwester Sofia. Inka wird sofort klar, dass Sofia somit ebenfalls tatverdächtig ist. Als sie Lorenzo davon erzählen will, kommt heraus, dass dieser von dem Kauf wusste. Ulla hat Sofia mit ihrem Wissen erpresst. Diese hat Lorenzo in ihr Geheimnis eingeweiht und dieser hat Ulla getötet, da er kein Schweigegeld zahlen wollte. Lorenzo wird von Sami verhaftet, während Alessio dem Jugendamt übergeben wird. Inka ist zutiefst enttäuscht und beschließt mit Luna Halle und somit die Moko zu verlassen. Beim alljährlichen Cop-Fußballturnier schießt ein Attentäter auf Kilian und die anderen Kommissaranwärter.

### Staffel 3
Das Attentat während des Cop-Fußballturniers endet für den Polizei-Kollegen Dirk Mikulla tödlich. Kilian, AC und Marc nehmen zusammen mit Sami die Ermittlungen auf. Zunächst glauben sie, dass das Attentat gezielt Dirk galt, da dieser als verdeckter Ermittler im Rockermilieu gearbeitet hat. Die Ermittlungen überschlagen sich und der Moko wird klar, dass Kilian das eigentliche Ziel war. Er trifft auf Rebecca Bordemann, die sich als seine Schwester entpuppt. So wird der Moko klar, dass jemand Kilian aus dem Verkehr ziehen will, damit er nicht am Erbe seines Vaters, Johannes, beteiligt wird. Kilian freut sich seine echte Familie kennen zu lernen, wird jedoch von dieser enttäuscht, als der Täter entlarvt wird. Es ist Johannes’ Frau Janina.
Zur selben Zeit taucht Madeleine Konrad auf, Kripo-Oberkommissarin aus Magdeburg, die Battiatos Posten erhält – sehr zum Missfallen von Michael, der sich selbst Chancen auf die Stelle als Hauptkommissar ausgerechnet hat. Deshalb kommt es zunächst im Team zu Spannungen, bis sich Michael an Madeleine gewöhnt und sie akzeptiert hat. Aylin Aksu kehrt nach langer Reha an die Polizeischule zurück, nachdem sie Befehle missachtet hat und dabei angeschossen wurde. Zwischen ihr und Kilian entwickelt sich eine Beziehung und Aylin wird schwanger. Marc und Julia kommen sich näher und beginnen eine heimliche Affäre. Sami wurde von seiner Ehefrau Britta verlassen und sucht Unterschlupf bei Julia, bis er merkt, dass diese eine Beziehung mit Marc führt.
AC und Aylin werden für die Aufnahmeprüfung für den neuen Jahrgang eingeteilt. Sie entscheiden somit mit, wer es eine Runde weiter schafft und eine Chance an der Polizeifachhochschule erhält. Sie lassen die Anwärterin Melissa Bäcker durch die Prüfung fallen, da diese zu labil und manipulativ für den Beruf ist. Melissa verunglückt bei der Heimreise und ihr Vater Norbert sowie ihr Bruder Marvin geben der Schule die Schuld. Als zuerst ein Anschlag auf AC verübt wird, der sie kurzzeitig ins Koma befördert, und später auch auf die schwangere Aylin, ist die Moko überzeugt, dass es jemand auf die Polizei abgesehen hat. Schnell geraten Norbert und Marvin als Täter in den Fokus der Ermittlungen, jedoch sind diese unschuldig. Es stellt sich heraus, dass sich der Hausmeister Eugen Jahre zuvor ebenfalls an der Polizeifachhochschule bewarb und zweimal durchfiel. Er will sich somit an Sami und dem restlichen Team rächen. AC, Aylin, Kilian und Marc können ihn zusammen mit Madeleine und Michael aufhalten.
Am Ende schließen Kilian, Aylin und Marc die Polizeiprüfung ab. Marc geht für einen Auslandseinsatz nach Libyen, Aylin und Kilian wollen sich eine Auszeit nehmen und ihr Eltern-Dasein genießen, während AC aufgrund ihres Komas die Ausbildung abbricht und auf den Philippinen ein Popstar wird.

### Staffel 4
Nachdem sie mit hervorragenden Leistungen das begehrte Praktikum in der Mordkommission ergattert haben, landen die vier Studierenden der Polizeihochschule Halle an der Saale, Anastasia Sadowski, ihr bester Freund Bruno Pérez sowie Charlotte von Merseburg und ihr Freund Umut Gül, gleich in ihrem ersten Fall. Er führt die Anwärter zu einer Raststätte, an der ein LKW-Fahrer getötet wurde. Ein Hinweis führt die Ermittelnden in ein Hallenser Bordell. Dort entdeckt Anastasia im Spind der Prostituierten Branka Perov ein Bild ihres Vaters Jurek Sadowski, dessen Verschwinden sie nie überwunden hat. Sie konfrontiert diese mit der Info und erfährt, dass Jurek Branka immer monatlich Geld gegeben hat. Die neuen Erkenntnisse führen dazu, dass die Ermittlungen wieder aufgenommen werden, sehr zum Missfallen von Anastasias Mutter Marga. Die Ermittlungen werden von Malouf und den Rookies mit Ausnahme von Anastasia übernommen. Über Bruno erhält sie weiterhin alle Informationen. Die Ermittlungen führen neue Verdächtige hervor: So geraten der Tankwart Walter Böhm sowie die zum Tatzeitpunkt ebenfalls anwesenden Kai Reese und Hendrik von Abschatz in Verdacht. Außerdem erfährt das Team, dass Jurek am Tag seines Verschwindens noch eine illegale Beifahrerin hatte, die er nach Deutschland schmuggelte. Diese kann das Team ausfindig machen, aber sie schweigt zu den Vorkommnissen.
Während einer Partynacht hat Bruno mit dem Verdächtigen Kai Sex. Am nächsten Tag entdeckt er ein rechtsradikales Tattoo auf Kais Po. Durch weitere Recherchen kommt das Team dahinter, dass Kai und Hendrik der rechten Szene angehören und etwas gegen Ausländer haben. An jenem Abend beobachteten die beiden, wie Jurek das Mädchen nach Deutschland einschmuggeln wollte, und konfrontierten ihn damit. Es kam zum Streit und einer Prügelei, wobei Kai Jurek erschoss. Die illegale Einwanderin musste dies mit ansehen und offenbart dies nach einer Geiselnahme durch Hendrik. Das Team findet Jureks Leiche auf einem Bauernhof von Kais Familie. Anastasia ist erleichtert, endlich die Wahrheit zu kennen und mit den Ereignissen abschließen zu können. Claas will seine Beziehung zu Michael festigen und kauft ohne dessen Wissen eine Finka in Frankreich. Als Michael davon erfährt, ist er wütend und verlässt Claas. Am nächsten Morgen wird er tot aufgefunden, da er in der Nacht zuvor in einen Streit geriet und dabei getötet wurde. Das Team ist von der Tat geschockt und muss den Verlust verarbeiten. Auch Claas hat damit zu kämpfen und beschließt, Halle zu verlassen und auf seinem Anwesen ein neues Leben zu beginnen.
Anastasia ist nach den Ereignissen mit ihrem Vater traurig und wird von Umut getröstet. Die beiden kommen sich dabei näher und haben einen One-Night-Stand. Anastasia entwickelt Gefühle für ihn, während Umut die Nacht vor Charlotte verheimlichen will. Anastasia ist entsetzt und geht auf Abstand. Als Charlotte durch Zufall von der gemeinsamen Nacht erfährt, ist sie tief enttäuscht und rächt sich an Umut, indem sie ihn vor seinem Vater schlecht macht. Dies führt dazu, dass Umut kurzzeitig mit dem Gedanken spielt, die Moko zu verlassen, wird jedoch von Malouf überzeugt, zu bleiben. Er muss sich eingestehen, dass er Gefühle für Charlotte und Anastasia hat. Er glaubt, dass er eine polyamore Beziehung mit beiden führen könnte, was bei Charlotte und Anastasia auf Entsetzen stößt. Bruno wiederum entwickelt Gefühle für den Anwärter bei der Schutzpolizei, Phillip Schneider. Dieser steht jedoch nicht zu seiner Homosexualität und flirtet weiterhin am Campus mit den weiblichen Neulingen, obwohl er mit Bruno geschlafen hat. Auch Madeleine hat mit ihrem Liebesleben zu kämpfen.
Malouf und Julia, die sich mittlerweile von Marc getrennt hat, kommen sich ebenfalls näher, werden ein Paar und verloben sich. Als ein Einbruch auf dem Polizeigelände für Verunsicherung sorgt, beginnt Malouf zu ermitteln und brieft seine Kollegen achtsam zu sein. Umut begegnet einen ihm unbekannten Mitarbeiter und informiert Malouf darüber. Es stellt sich heraus, dass der Unbekannte der narzisstische Stalker Sebastian Fluter ist, der durch ein Gutachten von Julia weggesperrt wurde. Nachdem Sebastian mehrere kleine Bomben auf dem Polizeigelände gezündet hat, nimmt er Julia in seine Gewalt. Diese kann sich in die Arme von Malouf retten, dabei schießt Sebastian auf die beiden.

### Staffel 5
Wenige Wochen nach dem Tod von Malouf kehrt Julia als Kriminalpsychologin zur Polizeihochschule zurück, während das Team immer noch erschüttert ist. Koko übernimmt übergangsweise die Leitung der Mordkommission, wird jedoch sehr zu ihrem Missfallen von Torsten Kaiser in dieser Position abgelöst. Dem Team bleibt jedoch keine Gelegenheit zur Ruhe, da auf dem Anwesen der von Merseburg Charlottes Cousin Valentin tot aufgefunden wird. Charlotte wird von den Ermittlungen ausgeschlossen, recherchiert jedoch auf eigene Faust weiter. Sie merkt, dass ihre Eltern ihr etwas verschweigen. Als sie erfährt, dass ihr Vater indirekt Valentins Tod zu verantworten hat, zieht sie enttäuscht auf den Campus und versucht hinter das Geheimnis ihrer Eltern Achim und Sybille zukommen. Durch ein Video kommt Charlotte dahinter, dass sie noch einen Bruder hatte, der im Alter von zwei Jahren an einer seltenen Genkrankheit verstorben ist. Achim hat damals seinen Sohn weggegeben, um den Namen von Merseburg zu schützen. Charlotte ist entsetzt und kann ihre Mutter endlich davon überzeugen, sich von Achim zu trennen. In ihrer Trauer kommt Charlotte Phillip näher und hat einen One-Night-Stand mit ihm. Dabei werden die beiden von Bruno beobachtet. Dieser ist enttäuscht, da er noch Gefühle zu Phillip hegt.
Umut wird mit seiner schwierigen Vergangenheit konfrontiert, als seine Schwester von einer kriminellen Bande bedroht wird. Um diese dingfest zu machen, geht Koko undercover. Ersetzt wird sie dabei von der Kriminalhauptkommissarin Dörte Pfeiffer, die vom Dezernat für Organisierte Kriminalität kommt. Später kündigt Koko, um eine Leitungsposition in Potsdam antreten zu können. Torsten muss sich zunächst in seiner Position finden, da er auch noch als Familienvater eingespannt ist. Unterstützung erhält er von Julia, die er von einem Seminar kennt. Bei einem Einsatz wird Phillip schwer verletzt und ist übergangsweise gelähmt. Damit hat er zu kämpfen und stößt Bruno zunächst von sich. Mit der Zeit kann er sich mit ihm an seiner Seite ins Leben zurückkämpfen und die beiden werden ein Paar.
Anastasia lernt den Assistenzarzt der Rechtsmedizin Antek Kowalski kennen und kommt mit ihm zusammen. Bruno ist ihm gegenüber skeptisch und misstraut ihm. Als eine Wasserleiche entdeckt wird, gerät Antek ins Fadenkreuz der Ermittlungen, da er das Opfer kannte und das Phantombild verfälscht hat. Anastasia will dies nicht glauben und gerät mit ihren Freunden in Streit. Jedoch muss sie entdecken, dass Antek in Wahrheit Vincent Richter ist und den richtigen Antek getötet hat. Vincent entführt Anastasia und kann von Bruno, Philip und Torsten gestellt und verhaftet werden. Wenig später beschließt Bruno bei der Moko eine Auszeit zu nehmen, da ihn der Dienst verändert hat und er als Model durchstarten möchte.

### Staffel 6
Das Abschlussjahr steht für Anastasia, Charlotte, Umut und Phillip an. Mitten im Semester stößt Tulani Coulibaly an die Polizei-Fachhochschule Halle und unterstützt das Team. Dörte Pfeiffer begegnet während einer Ermittlung auf ihre Tochter, zu der sie vor zehn Jahren den Kontakt abgebrochen hatte und die nun unter Mordverdacht steht. Charlotte und Anastasia können den wahren Mörder überführen und geraten jedoch in eine Falle. Durch das Auftauchen eines Fake-Videos, in denen die beiden behaupten Beweismittel zu fälschen, droht ihnen die Exmatrikulation. Zusammen mit Umut und Kaiser können sie ihre Unschuld beweisen und den wahren Drahtzieher überführen.
Umut misstraut Tulani, da sich dieser seltsam benimmt. Das Team erfährt mit der Zeit, dass Tulani seine Schwester sucht, die bei der Flucht von ihrem Heimatland nach Deutschland als vermisst gilt. Nachdem er erst auf einen Betrüger reingefallen ist, findet Tulani seine Schwester und freundet sich mit dem Team an. Umut wiederum soll auf Wunsch seines Vaters mit Amira verheiratet werden. Er liebt jedoch Anastasia, traut sich jedoch wegen den Traditionen seiner Familie nicht zu widerspreche. Als Anastasia von der Vermählung erfährt, ist sie geschockt und zugleich enttäuscht, dass Umut nicht zu seinen wahren Gefühlen gesteht. Dieser und Amira erkennen jedoch, dass es nicht das richtige ist sich zu vermählen. Umut gibt seinem Vater einen Korb und kommt mit Anastasia zusammen. Phillip und Charlotte haben eine Affäre, jedoch trauert Phillip immer noch Bruno hinter her. Dadurch kommt es zu Spannungen zwischen den beiden. Sie versöhnen sich wieder und versuchen eine Beziehung aufzubauen. 
Torsten ist mit seiner Rolle als Vater überfordert und bekommt Hilfe von Julia. Diese bereitet das 30-jährigen Jubiläums der PFH Halle vor, welches durch einen Leichenfund durcheinander gewirbelt wird. Zu diesem Anlass kommen auch die ehemaligen Absolventen Kilian, Aylin und Marc vorbei. Das Team feiert ausgelassen und Anastasia, Charlotte, Umut, Phillip und Tulani freuen sich auf ihren bevorstehenden Abschluss.

## Produktion
Im Juni 2019 teilte das ZDF mit, dass an der neuen Vorabendserie Blutige Anfänger gearbeitet werde. Die erste Staffel wurde vom 4. Juni 2019 bis 12. Oktober 2019 produziert.
Gedreht wurde in Halle und Umgebung in Sachsen-Anhalt, dem Berliner Umland und in Potsdam. Innenaufnahmen der Hörsäle und Bibliothek wurden in der Fachhochschule Potsdam gedreht. Außenaufnahmen der Polizeischule fanden ebenfalls in Potsdam und Stahnsdorf statt. Heike Brückner von Grumbkow und Jörg Brückner schrieben die Drehbücher.
Ende Juli 2020 wurde die Verlängerung um eine zweite Staffel mit zwölf weiteren Folgen angekündigt, Mitte August wurde mit den Dreharbeiten in Halle, Berlin, Brandenburg und Stücken begonnen. Neu in der Hauptbesetzung war Robert Maaser. Die zweite Staffel wurde seit dem 13. Oktober 2021 wieder am Vorabend ausgestrahlt.
Im Juni 2021 gab das ZDF eine Verlängerung der Serie um eine dritte Staffel mit zwölf weiteren Folgen bekannt, für die die Dreharbeiten bis Oktober 2021 in Berlin, Halle und Umgebung andauern sollen. Die Folgen wurden direkt nach der 2. Staffel ab 19. Januar 2022 ausgestrahlt.
Von Mai 2022 bis Mitte September dauerten die Dreharbeiten zur 4. Staffel (Folgen 37–48). Neue Hauptrollen erhielten Cheyenne Pahde, Luise Emilie Tschersich, Martin Peñaloza Cecconi, Uğur Ekeroğlu und Eric Cordes. Die Ausstrahlung war am 5. Oktober 2022.
Von Mai 2023 bis Mitte September wurden 12 Folgen für die 5. Staffel in Berlin, Potsdam und Halle gedreht.
Von Mai 2024 bis Mitte September wurden 12 Folgen für die 6. Staffel in Berlin, Potsdam und Halle gedreht.
Als Polizeifachhochschule dienen Gebäude im Green Park in Stahnsdorf.

## Besetzung

### Hauptbesetzung
| Schauspieler            | Rolle                          | Episoden (Hauptrolle) | Episoden (Nebenrolle) | Zeitraum        | Bemerkungen |
| ----------------------- | ------------------------------ | --------------------- | --------------------- | --------------- | --- |
| Esther Schweins         | Dr. Julia Salomon              | 1.01–6.12             |                       | 2020–2024       | Kriminalpsychologin (Folge 1.01–6.12), Kommissarische Dekanin der Polizeifachhochschule (Folge 1.02–1.12), Dekanin der Polizeifachhochschule (Folge 2.01–6.12) Verlobte von Sami Malouf, Ex-Lebensgefährtin von Prof. Daniel Goldenbogen und Marc Abel                               |
| Gedeon Burkhard         | Professor Daniel Goldenbogen † | 1.01–1.12             |                       | 2020            | ehemaliger Dekan der Polizeifachhochschule Bruder von Helene Hartwich, Ex-Affäre von Leonie Ruska, Ex-Freund von Dr. Julia Salomon wird erschlagen in seinem Büro aufgefunden (Ende Folge 1.01)                                                                                      |
| Werner Daehn            | Michael Kelting †              | 1.01–4.06             | 4.07                  | 2020–2022       | Kriminaloberkommissar Lebensgefährte von Dr. Claas Steinebach, wird erschlagen und zur Vertuschung vom Dach geworfen |
| Neil Malik Abdullah     | Sami Malouf †                  | 1.01–4.12             | 5.01                  | 2020–2023       | ehemaliger Leiter der Mordkommission Verlobter von Julia, Ex-Mann von Britta Malouf, Vater von Bassam Malouf, wird von Sebastian Fluter erschossen |
| Luise von Finckh        | Inka Kubicki                   | 1.01–2.12             |                       | 2020–2021       | Polizeischülerin bei der Mordkommission Mutter von Luna, Lebensgefährtin von Kilian Hirschfeld (Folge 1.01–2.02) und Lorenzo Battiato (Folge 2.01–2.12) verlässt die MoKo nach Staffel 2 und hinterlässt nur einen kurzen Abschiedsbrief.                                            |
| François Goeske         | Kilian Hirschfeld              | 1.01–3.12             | 6.12                  | 2020–2022, 2024 | Polizeischüler bei der Mordkommission Lebensgefährte von Inka Kubicki (Folge 1.01–2.02), Lebensgefährte von Aylin (ab Folge 3.06), Halbbruder von Yannik Hirschfeld und Rebecca Bordemann, bekommt mit Aylin ein Kind                                                                |
| Jane Chirwa             | Ann-Christin „AC“ Heffner      | 1.01–3.12             |                       | 2020–2022       | Polizeischülerin bei der Mordkommission Ex-Lebensgefährtin von Robin, wird Popstar nachdem sie die Polizeiprüfung nicht gemacht hat auf Grund von Folgen ihres Komas |
| Timmi Trinks            | Marc Abel                      | 1.01–3.12             | 6.12                  | 2020–2022, 2024 | Polizeischüler bei der Mordkommission Affäre von Dr. Julia Salomon (Folge 3.03–3.12), Sohn von Justus und Irene Abel, geht nach Bestehen der Polizeiprüfung (3.12) nach Libyen |
| Steffen Groth           | Pierre Hartwich                | 1.01–1.12             |                       | 2020            | ehemaliger Pressesprecher wird wegen Mordes an Helene Hartwich und Prof. Daniel Goldenbogen verhaftet |
| Larissa Marolt          | Leonie Ruska                   | 1.01–1.12             | 2.05–2.06             | 2020–2021       | ehemalige Polizeischülerin bei der Autofahndung, Mitarbeiterin einer Influencerin Ex-Affäre von Prof. Daniel Goldenbogen |
| Salvatore Greco         | Lorenzo Battiato               | 1.01–2.12             |                       | 2020–2021       | Kriminalhauptkomissar, Stellvertretender Leiter der Mordkommission (Folgen 1.01–2.12) Lebensgefährte von Inka Kubicki (Folge 2.01–2.12); Bruder von Sofia Battiato wird wegen des Mordes an Ulla Nowak verhaftet                                                                     |
| Robert Maaser           | Robin Lesch                    | 2.01–2.12             |                       | 2021            | Polizeischüler bei der Kommission für Organisierte Verbrechen, Vertretung für Kilian Hirschfeld in der Mordkommission (Folge 2.01–2.03) Ex-Lebensgefährte von Ann-Christin Heffner, Freunde; Lebensgefährte von Daria Mazur; Vater von Alessio Battiato                              |
| Sonja Kirchberger       | Ulla Nowak †                   | 2.01–2.12             | 1.11–1.12             | 2020–2021       | Archivarin wird erschossen im Polizeiarchiv aufgefunden (Ende Folge 2.01) |
| Birte Hanusrichter      | Madeleine „Koko“ Konrad        | 3.01–5.04, 5.11       |                       | 2022–2024       | Kriminalhauptkommissarin, Stellvertretende Leiterin der Mordkommission (Folge 3.01–5.04); kommissarische Leiterin der Mordkommission (Folge 5.01); ist von Folge 5.04 bis 5.10 undercover tätig; verlässt die Mordkommission um eine Leitungsposition in Potsdam antreten zu können. |
| Asli Melisa Uzun        | Aylin Aksu                     | 3.02–3.12             | 6.12                  | 2022, 2024      | Polizeischülerin bei der Mordkommission Lebensgefährtin von Kilian (ab Folge 3.06), bekommt mit Kilian ein Kind |
| Martin Bretschneider    | Dr. Claas Steinebach           | 4.01–4.12             | 1.02–3.12             | 2020–2023       | ehemaliger Rechtsmediziner Lebensgefährte von Michael Kelting, verlässt Halle und geht nach Frankreich |
| Luise Emilie Tschersich | Anastasia Sadowski             | 4.01–6.12             |                       | 2022–2024       | Polizeischülerin bei der Mordkommission One-Night-Stand von Umut, Ex-Freundin von Vincent, Tochter von Jurek und Marga |
| Cheyenne Pahde          | Charlotte von Merseburg        | 4.01–6.12             |                       | 2022–2024       | Polizeischülerin bei der Mordkommission Ex-Freundin von Umut, One-Night-Stand von Philip wurde in einer Szene in Folge 6.12 von ihrer Schwester Valentina Pahde gespielt. |
| Uğur Ekeroğlu           | Umut Gül                       | 4.01–6.12             |                       | 2022–2024       | Polizeischüler bei der Mordkommission Ex-Freund von Charlotte, One-Night-Stand von Anastasia |
| Martin Peñaloza Cecconi | Bruno Pérez                    | 4.01–5.12             |                       | 2022–2024       | Polizeischüler bei der Mordkommission Affäre von Phillip, One-Night-Stand von Kai; nimmt sich eine Auszeit und verlässt die MoKo um Model zu werden. |
| Eric Cordes             | Phillip Schneider              | 4.01–6.12             |                       | 2022–2024       | Anwärter bei der Schutzpolizei Affäre von Bruno, One-Night-Stand von Charlotte |
| René Steinke            | Torsten Kaiser                 | 5.01–6.12             |                       | 2024            | Erster Kriminalhauptkommissar, Leiter der Mordkommission |
| Florian Clyde           | Leon Landsberg                 | 5.01–6.12             |                       | 2024            | Rechtsmediziner |
| Petra Kleinert          | Dörte Pfeiffer                 | 5.04–6.12             |                       | 2024            | Kriminalhauptkommissarin Nachfolgerin von Madeleine Konrad |
| Ben Andrews Rumler      | Tulani Coulibaly               | 6.03–6.12             |                       | 2024            | Polizeischüler bei der Mordkommission |

### Nebenbesetzung
| Schauspieler       | Rolle                                | Episoden            | Zeitraum  | Bemerkungen |
| ------------------ | ------------------------------------ | ------------------- | --------- | --- |
| Luna Krüger        | Luna Kubicki                         | 1.01–2.12           | 2020–2021 | Tochter von Inka Kubicki, verlässt mit ihrer Mutter Halle nach Staffel 2                                                                              |
| Barbara Prakopenka | Caro Bleibtreu                       | 1.01–1.03           | 2020      | Studentische Hilfskraft von Prof. Daniel Goldenbogen verlässt die Hochschule, nachdem sie von Inka Kubicki vor dem gesamten Plenum bloßgestellt wurde |
| Peter Davor        | Justus Abel                          | 1.02–2.12           | 2020–2021 | Landespolizeidirektor Ehemann von Irene Abel, Vater von Marc Abel                                                                                     |
| Vlatka Alec        | Irene Abel                           | 1.02–2.03           | 2020–2021 | Ehefrau von Justus Abel, Mutter von Marc Abel |
| Charlotte Bohning  | Britta Malouf                        | 1.05–2.08           | 2020–2021 | Ehefrau von Sami Malouf, Mutter von Bassam Malouf |
| Omid Memar         | Bassam Malouf                        | 1.05–1.12           | 2020      | Kleinkrimineller Sohn von Sami und Britta Malouf |
| Patrizia Carlucci  | Sofia Battiato                       | 2.02–2.12           | 2021      | Restaurantbesitzerin Schwester von Lorenzo Battiato; Ziehmutter von Alessio Battiato                                                                  |
| Julia Dietze       | Lysanne Römers                       | 2.02–2.07           | 2021      | Lebensgefährtin von Ulla Nowak (bis zu deren Tod) |
| Evgenia Lichtner   | Daria Mazur                          | 2.09–2.12           | 2021      | ehemalige Prostituierte Freundin von Robin Lesch, Mutter von Alessio Battiato                                                                         |
| Julian Mau         | Yannik Modrow                        | 2.11–3.02           | 2021–2022 | Drogendealer Halbbruder von Kilian Hirschfeld |
| Emelie Kundrun     | Rebecca Bordemann                    | 3.03–3.06           | 2022      | Schwester von Kilian Hirschfeld |
| Lucas Lentes       | Eugen Porst                          | 3.05–3.12           | 2022      | Hausmeister an der Polizeifachhochschule |
| Ryan Wichert       | Marvin Bäcker                        | 3.07–3.11           | 2022      | Bruder von Melissa Bäcker |
| Adrian Topol       | Jurek Sadowski †                     | 4.01–4.06           | 2023      | Vater von Anastasia wird von Kai erschossen |
| Monika Oschek      | Marga Sadowski                       | 4.02–4.06, 5.12     | 2023      | Mutter von Anastasia |
| Niklas Hummel      | Kai Reese                            | 4.03–4.06           | 2023      | One-Night-Stand von Bruno |
| Vincent Krüger     | Hendrik von Abschatz                 | 4.03–4.06           | 2023      | Rechtsextrem Hilft Kai Reese, den Vater von Anastasia Sadowski umzubringen                                                                            |
| Erdoğan Atalay     | Herr Gül                             | 4.09–4.10 6.10–6.11 | 2023 2024 | Vater von Umut Gül |
| Oli Bigalke        | Sebastian Fluter                     | 4.12                | 2023      | Will sich an Dr. Julia Salomon rächen erschießt Sami Malouf                                                                                           |
| Julia Jäger        | Sybille von Merseburg                | 5.01–5.04           | 2024      | Mutter von Charlotte |
| Axel Buchholz      | Achim von Merseburg                  | 5.01–5.04           | 2024      | Vater von Charlotte |
| Anselm Bresgott    | Vincent Richter alias Antek Kowalski | 5.09–5.12           | 2024      | vermeintlicher Assistenzarzt der Rechtsmedizin Ex-Freund von Anastasia, Mörder von Antek Kowalski, entführt Anastasia und wird anschließend verhaftet |
| Lucie Hollmann     | Linda Bonin                          | 6.01–6.03           | 2024      | Tochter von Dörte Pfeiffer |
| Songül Ince        | Amira Özcan                          | 6.10–6.11           | 2024      | Verlobte von Umut |

## Episodenliste
| Staffel | Episodenanzahl | Erstausstrahlung   | Erstausstrahlung  |
| Staffel | Episodenanzahl | Staffelpremiere    | Staffelfinale     |
| ------- | -------------- | ------------------ | ----------------- |
| 1       | 12             | 29. Januar 2020    | 22. April 2020    |
| 2       | 12             | 13. Oktober 2021   | 12. Januar 2022   |
| 3       | 12             | 19. Januar 2022    | 13. April 2022    |
| 4       | 12             | 5. Oktober 2022    | 18. Januar 2023   |
| 5       | 12             | 3. Januar 2024     | 27. März 2024     |
| 6       | 12             | 25. September 2024 | 18. Dezember 2024 |

## Rezeption
Kathrin Holger schreibt in der Süddeutschen Zeitung, dass in die Serie sehr viel Inhalt gepackt wurde. Erfreut zeigt sie sich darüber, dass Cast und Rollen ein breites Spektrum an Herkunft und sexueller Identität aufzeigten. Insgesamt schreibt sie, dass die Serie an manchen Stellen holprig wirke. Julian Miller beschreibt auf Quotenmeter.de, dass er den Eindruck habe, die Serie bemühe sich sehr, im Einheitsbrei der Vorabendserien nicht zu sehr aufzufallen. Positiv äußert er sich über Marolt, die er „als stärkste Darstellerin des Ensembles“ bezeichnet.
Anders sieht das Tilmann P. Gangloff bei der Stuttgarter Zeitung, der schreibt, dass sich Blutige Anfänger klar vom Vorabendprogramm abhebe. Der Reiz der Serie bestehe aus seiner Sicht darin, „dass die Helden im Sinn des „Learning by Doing“ echte Ermittlungen durchführen müssen, ohne über entsprechende Erfahrung zu verfügen“.